# Christiansted
Christiansted er en by på øen Sankt Croix i øgruppen De Amerikanske Jomfruøer, de forhenværende Dansk Vestindiske Øer. Byen blev grundlagt i 1733 og er opkaldt efter Kong Christian 6. af Danmark-Norge. Christiansted har 1.866(2020) indbyggere.
Christiansted domineres af Christiansværn fra 1734, der i modsætning til de røde forter i Frederiksted og Charlotte Amalie, er gult.
En stor del af byens centrum udgør Christiansted National Historic Site hvori Christiansværn, den Gamle Danske Toldbod (1844), Dansk Vestindisk Kompagnis lagerbygning (1749) og Klokketårnpaladset (1753) indgår. I den Gamle Regeringsbygning fra 1830, hænger portrætter af Kong Frederik 7. og guvernør Peter von Scholten stadig på hæderspladser.

## Historie
Danskerne købte Sankt Croix i 1733 og valgte som deres første bosættelse på øen et sted med mulighed for en god havn på nordkysten. Den første bosættelse fik navnet Christiansted og blev grundlagt, samme år som øen blev købt. Byen er opkaldt efter Kong Christian 6. af Danmark-Norge. Her havde der tidligere ligget en lille fransk landsby kaldet Bassin. Den visionære leder og guvernør Frederik von Moth udformede en byplan og opkaldte byen efter Christian 6. Desuden inddelte han øen i plantager, hver især på 150 hektar. Disse plantager blev tilbudt nybyggere til en meget favorabel pris. Befolkningstallet på øen steg hurtigt til 10.000, hvoraf de 9.000 var slaver fra Afrika.
Byen ligger omtrent midt på øens nordkyst. Omkring år 1900 blev byen beskrevet således:
"Kristianssted eller, som den i daglig Tale kaldes: Basinet, er en venlig lille By med adskillige anselige Bygninger, iblandt andre Guvernementshuset, som skal være det største Regeringshus paa de smaa Antiller. Der findes ligeledes i Basinet en Del Kirker, og hver Trosbekendelse har sin. St. Thomas‘s Bank har en Filial i Kristianssted, og til de Rejsendes Bekvemmelighed har Byen et Par særdeles gode Pensionater. Endelig kan nævnes et med Blade og Tidsskrifter vel forsynet Athenæum, der bliver stærkt besøgt af den intelligente Del af Byens Befolkning, som i Forhold til Folkemængden er ret betydelig, da næsten hele Øens Embedsstand, alle Garnisonens Officerer, og om Sommeren tillige Guvernøren bo her."
Byens indbyggertal var i det meste af tiden som dansk koloni forholdsvis stabilt: i 1789 4.819 indbyggere, i 1796 5.056 indbyggere, i 1835, da indbyggertallet kulminerede, 5.806 indbyggere, i 1880 4.939 indbyggere og i 1917 4.574 indbyggere.
Christiansted var i perioden fra 1754 til 1871 hovedstad i de Dansk-Vestindiske Øer.

## Demografi
Befolkningsudvikling i tiden som dansk koloni
| År   | Indbyggere |
| ---- | ---------- |
| 1789 | 4.819      |
| 1796 | 5.056      |
| 1815 | 5.427      |
| 1835 | 5.806      |
| 1841 | 5.336      |
| 1846 | 5.108      |
| 1850 | 5.370      |
| 1855 | 5.260      |
| 1860 | 5.321      |
| 1870 | 5.127      |
| 1880 | 4.939      |
| 1890 | 5.499      |
| 1901 | 5.483      |
| 1911 | 4.592      |
| 1917 | 4.574      |

kilder: Census, s. 41; Sveistrup, s. 80